# 谢里夫·拉迪
阿布·哈桑·穆罕默德·本·侯赛因·本·穆萨·阿卜拉什·穆萨维（阿拉伯语：‎， 970年—1015年），又名谢里夫·拉迪（阿拉伯语：‎ ，波斯語：‎）是一位什叶派烏理瑪和诗人。谢里夫·拉迪寫了幾本關於伊斯蘭以及古兰经太甫绥鲁的书籍。《辞章之道》也是谢里夫·拉迪的作品。